# Francesco Coco
Francesco Coco (Paternò, Catania, Italia, 8 de enero de 1977) es un futbolista internacional italiano retirado.

## Trayectoria
Coco inició su carrera profesional en el AC Milan. Con el equipo rossonero debutó en la Serie A el 27 de agosto de 1995 ante el Padova. Esa temporada se proclamó campeón de liga, aunque tuvo pocos minutos de juego, debido a la competencia, en su misma demarcación, de Paolo Maldini.
La falta de oportunidades se repitió la siguiente temporada, por lo que la campaña 1997-98 fue cedido al Vicenza Calcio. La siguiente temporada regresó al AC Milan para ganar nuevamente el Scudetto, aunque una lesión de rodilla le dejó prácticamente inédito todo el campeonato.
La temporada 1999-2000 fue nuevamente cedido, en esta ocasión al Torino FC. A pesar del descenso de su equipo, Coco logró tener continuidad y se ganó una nueva oportunidad en el primer equipo del AC Milan.
La temporada 2000-01 realizó su mejor campaña con el equipo rojinegro, disputando 30 partidos ligueros y logrando sus dos primeros goles en la Serie A. Su buen rendimiento ese curso le abrió también las puertas de la selección italiana.
La temporada 2001-02 jugó cedido en el FC Barcelona. En el su nuevo equipo no logró asentarse en la titularidad, y los catalanes rechazaron su incorporación definitiva al término de la campaña.
El verano de 2002 fue traspasado al Inter de Milán, equipo al que perteneció hasta septiembre de 2007. Durante este período, conquistó una Copa de Italiana en 2005 y afrontó una cesión al AS Livorno y otra al Torino FC.
En septiembre de 2007, con 30 años, anunció que había llegado a un acuerdo para rescindir su contrato con el Inter. El jugador argumentó su intención de dejar el fútbol por su deseo de empezar una carrera como actor.

## Clubes
| Club              | País   | Año       |
| ----------------- | ------ | --------- |
| AC Milan          | Italia | 1995-1997 |
| Vicenza Calcio    | Italia | 1997-1998 |
| AC Milan          | Italia | 1998-1999 |
| Torino FC         | Italia | 1999-2000 |
| AC Milan          | Italia | 2000-2001 |
| FC Barcelona      | España | 2001-2002 |
| Inter de Milán    | Italia | 2002-2005 |
| AS Livorno Calcio | Italia | 2005-2006 |
| Inter de Milán    | Italia | 2006-2007 |
| Torino FC         | Italia | 2007      |